# Hyderabad Street Circuit
Het Hyderabad Street Circuit is een stratencircuit in de stad Haiderabad, de hoofdstad van de Indiase deelstaat Telangana. Op 11 februari 2023 was het circuit voor het eerst gastheer van een Formule E-race, de ePrix van Haiderabad. Deze race werd gewonnen door Jean-Éric Vergne.

## Achtergrond
Een aantal Indiase steden had contact met de organisatie van de Formule E om een race in het land te organiseren. Haiderabad was hier een van, maar het kampioenschap gaf de voorkeur aan New Delhi of Mumbai. Toen de coronapandemie begon, hielden de discussies met deze twee steden op en kwam Haiderabad pas serieus in beeld. Op 17 januari 2022 ondertekende de regering van de deelstaat Telangana een zogeheten "letter of intent", waardoor de Formule E kon beginnen met het organiseren van een ePrix in Haiderabad.
Naast de Formule E organiseert het circuit ook races in landelijke kampioenschappen, zoals de Indian Racing League.

## Ligging
Het circuit ligt naast het kunstmatige meer Hussain Sagar, dat midden in Haiderabad ligt. Het loopt rondom de NTR Garden. Gemiddeld is de baan elf meter wijd. Er bestaan twee ontwerpen van het circuit: een door PPE Racing en de ander door Driven International. De Formule E-coureurs spraken hun voorkeur uit voor het tweede ontwerp, die uiteindelijk gerealiseerd werd. Ten opzichte van het eerste ontwerp is de eerste hairpin (bocht 1) minder krap gemaakt en is er een chicane toegevoegd tussen de zesde en zevende bocht. Ook werd de pitstraat verplaatst naar rond de nieuwe chicane.